# Ben Street (Eishockeyspieler)
Benjamin „Ben“ Street (* 13. Februar 1987 in Coquitlam, British Columbia) ist ein kanadischer Eishockeyspieler, der zuletzt bis zum Ende der Saison 2023/24 beim EHC Red Bull München aus der Deutschen Eishockey Liga (DEL) unter Vertrag gestanden und dort auf der Position des Centers gespielt hat. Zuvor absolvierte Street unter anderem annähernd 600 Spiele in der American Hockey League (AHL) und bestritt darüber hinaus 59 Partien für die Calgary Flames, Colorado Avalanche, Detroit Red Wings, Anaheim Ducks und New Jersey Devils in der National Hockey League (NHL).

## Karriere

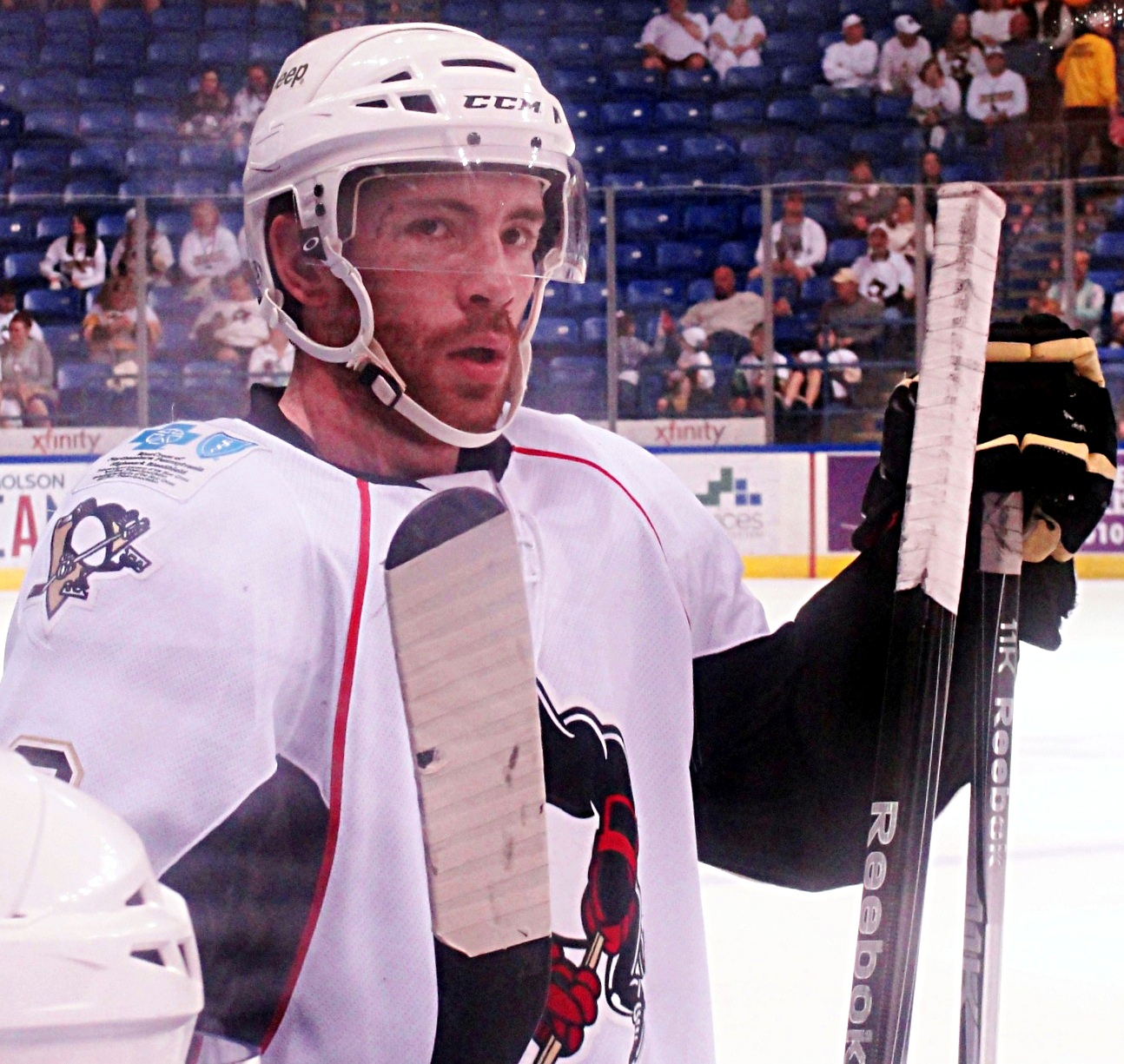
Street im Trikot der Wilkes-Barre/Scranton Penguins (2012)

Street verbrachte einen Teil seiner Juniorenzeit zwischen 2003 und 2005 bei den Salmon Arm Silverbacks in der British Columbia Hockey League (BCHL). Von dort zog es den Stürmer in die Vereinigten Staaten, wo der Kanadier sich an der University of Wisconsin–Madison einschrieb. Gleich in seiner ersten Spielzeit gewann er mit dem Team, das in der Western Collegiate Hockey Association (WCHA) spielte, die nationale Meisterschaft der National Collegiate Athletic Association (NCAA). Insgesamt verblieb Street fünf Jahre an der Universität, verbrachte allerdings nur vier komplette Spielzeiten im Eishockeyteam, da er in der Saison 2008/09 aufgrund von Alkohol- und Drogenmissbrauchs suspendiert war. Letztlich schloss er seine Collegekarriere mit 93 Scorerpunkten in 171 Einsätzen nach der Saison 2009/10 ab.
Nach Abschluss seines Studiums unterzeichnete der ungedraftete Free Agent im Sommer 2010 einen Vertrag bei den Wilkes-Barre/Scranton Penguins aus der American Hockey League (AHL). Diese setzten ihn zunächst bei ihrem Farmteam Wheeling Nailers in der ECHL ein. Obwohl er aufgrund seiner Berufung in den Kader der Penguins nur 38 Spiele für das Team in Wheeling bestritt und dabei 51 Scorerpunkte sammelte, wurde er am Saisonende ins ECHL All-Rookie Team berufen und zum ECHL Rookie of the Year ernannt. Die Saison 2011/12 verbrachte er dann komplett in der AHL bei den Wilkes-Barre/Scranton Penguins. Aufgrund seiner 57 Scorerpunkte im Saisonverlauf erhielt er zur Spielzeit 2012/13 einen Vertrag bei den Calgary Flames aus der National Hockey League (NHL) mit einer Laufzeit von zwei Jahren. Street spielte in diesem Zeitraum hauptsächlich für das Farmteam Abbotsford Heat in der AHL, absolvierte aber auch 19 Begegnungen für die Flames in der NHL. Als der Vertrag im Sommer 2014 auslief, schloss sich der Stürmer als Free Agent der Colorado Avalanche an. Die zwei Jahre im Franchise der Avalanche stellten sich ähnlich wie in Calgary dar. Aufgrund einer Verletzung verpasste er den Start in die Saison 2014/15 und fand sich daher zunächst in der AHL bei den Lake Erie Monsters. Im Folgejahr, das er bei Colorados neuem Kooperationspartner San Antonio Rampage als Mannschaftskapitän verbrachte, bestritt er aufgrund einer Brustverletzung lediglich 15 Partien. Hinzu kamen noch sieben Einsätze für Colorado in der NHL, wo er bereits im Spieljahr zuvor dreimal auf dem Eis gestanden hatte. Im Sommer 2016 wechselte Street erneut. Von seinem neuen Arbeitgeber Detroit Red Wings wurde er zum Beginn der Saison 2016/17 aber ebenso in die AHL abgestellt wie bei seinen vorherigen NHL-Stationen und lief für die Grand Rapids Griffins auf. Erst zum Ende der Spielzeit erhielt der Angreifer erste Einsatzminuten bei den Red Wings in der NHL. Am Ende der Saison gewann er mit den Griffins die AHL-Playoffs um den Calder Cup. Im Juli 2018 unterzeichnete Street einen Einjahresvertrag bei den Anaheim Ducks und schloss sich nach dessen Ende ebenfalls als Free Agent den New Jersey Devils an. Bei den Devils fand sich Street zumeist im Farmteam Binghamton Devils wieder und absolvierte über einen Zeitraum von zwei Jahren lediglich drei Partien für New Jersey.
Nach dem Ende seines Vertrags wechselte der Mittelstürmer im August 2021 zum EHC Red Bull München aus der Deutschen Eishockey Liga (DEL). Gleich in seiner ersten Spielzeit 2021/22 für den EHC errang er die Vizemeisterschaft und ein Jahr darauf die Deutsche Meisterschaft. Street war mit 17 Scorerpunkten der beste Scorer und mit 15 Assists der beste Vorlagengeber der DEL-Playoffs 2023. Nach der Spielzeit 2023/24 verließ er den Klub nach drei Jahren.

### International
Für sein Heimatland spielte Street im Rahmen der World U-17 Hockey Challenge 2004 für die Auswahl Canada Pacific. Mit dem Team gewann er am Turnierende die Silbermedaille, wozu er in sechs Turnierspielen ebenso viele Scorerpunkte beisteuerte. Darunter befand sich ein Tor. Im Seniorenbereich nahm Street mit der kanadischen Nationalmannschaft an den Olympischen Winterspielen 2022 in der chinesischen Hauptstadt Peking teil, wo er mit der Mannschaft den sechsten Rang belegte. In vier Turnierspielen erzielte er dabei drei Scorerpunkte, darunter zwei Tore.

## Erfolge und Auszeichnungen
| - 2006 NCAA-Division-I-Championship mit der University of Wisconsin–Madison - 2009 WCHA All-Academic Team - 2010 WCHA All-Academic Team - 2010 ECHL-Spieler des Monats Dezember - 2011 Teilnahme am ECHL All-Star Game - 2011 ECHL Rookie of the Year - 2011 ECHL All-Rookie Team | - 2013 AHL-Spieler des Monats November - 2014 Teilnahme am AHL All-Star Classic - 2017 Calder-Cup-Gewinn mit den Grand Rapids Griffins - 2022 Deutscher Vizemeister mit dem EHC Red Bull München - 2023 Deutscher Meister mit dem EHC Red Bull München - 2023 Topscorer der DEL-Playoffs - 2023 Bester Vorlagengeber der DEL-Playoffs |

### International
- 2004 Silbermedaille bei der World U-17 Hockey Challenge

## Karrierestatistik
Stand: Ende der Saison 2023/24

### International
Vertrat Kanada bei:
- World U-17 Hockey Challenge 2004
- Olympischen Winterspielen 2022

(Legende zur Spielerstatistik: Sp oder GP = absolvierte Spiele; T oder G = erzielte Tore; V oder A = erzielte Assists; Pkt oder Pts = erzielte Scorerpunkte; SM oder PIM = erhaltene Strafminuten; +/− = Plus/Minus-Bilanz; PP = erzielte Überzahltore; SH = erzielte Unterzahltore; GW = erzielte Siegtore; 1 Play-downs/Relegation; Kursiv: Statistik nicht vollständig)